# Zentralmarkthalle Berlin
Die Zentralmarkthalle entstand zwischen 1883 und 1886 (Halle I) und bis 1893 (Halle Ia) in Berlin nahe dem Bahnhof Alexanderplatz im Rahmen des kommunalen Bauprogramms für Markthallen des Polizeipräsidenten von Berlin. Beide Hallen wurden im Zweiten Weltkrieg beschädigt. Die Halle Ia wurde instand gesetzt und noch mehrfach verändert. Ende der 1960er Jahre wurde die Zentralmarkthalle im Rahmen einer großen städtebaulichen Neuplanung abgebrochen, auf dem Gelände der nordwestlichen Halle Ia entstand hinter der modernen Häuserzeile eine neue Markthalle. Diese wurde 1991 zum Shopping-Center Berlin Carré umgenutzt, das nach vorübergehender Schließung 2013 nochmals durchgreifend umgebaut wurde. Von der ursprünglichen Bausubstanz der Markthallen ist lediglich die Verbreiterung des Stadtbahn-Viadukts zwischen Rochstraße und Rosa-Luxemburg-Straße erhalten.

## Vorgeschichte

### Lebensmittel-Versorgungssituation bis zur zweiten Hälfte des 19.Jahrhunderts
Bis in das 15. Jahrhundert versorgten in Alt-Berlin und Alt-Kölln nur Marktfrauen (damals „Hökerinnen“ genannt) die Bevölkerung mit Lebensmitteln und Waren des täglichen Bedarfs. Dabei wurden die Hausierer – Händler, die ihre Waren von Haus zu Haus gehend anboten –, die fliegenden Händler, die nur gelegentlich an verschiedenen Orten bei Wochenmärkten ihre Produkte verkauften, und die Besitzer fester Marktstände unterschieden. Adolf Glaßbrenner teilte die Hökerinnen anschaulich in „die Gangbaren“, „die Sitzsamen“ und diese in „die Budenlosen“ und „die Budenbesitzer“ ein. In dieser Zeit gab es drei Plätze für die Abhaltung der Wochenmärkte: den Spittelmarkt, den Dönhoffplatz und den Molkenmarkt.
Mit der Stadterweiterung Berlins unter Friedrich Wilhelm I. setzte ein starker Bevölkerungszuwachs ein, sodass die Notwendigkeit weiterer Marktflächen zur Sicherstellung der Versorgung immer stärker wurde. Mit der Errichtung des Gendarmenmarktes entstand schließlich einer der größten Marktplätze Berlins, an dem um 1882 rund 1400 Stände an zwei Wochentagen Waren feilboten. Der Bedarf an weiteren Einkaufsmöglichkeiten wuchs jedoch schneller als die Anzahl der Märkte, da Berlin innerhalb von 40 Jahren seine Einwohnerzahlen verdreifachte. So wurden unter Friedrich Wilhelm II. immer neue Marktplätze genehmigt, die den unkontrollierten Handel in den Straßen unterbinden, den übrigen jedoch besser organisieren und formalisieren sollte. Eine durch den Magistrat neugeschaffene Marktpolizei kontrollierte die Händler nach Einhaltung der Hygienevorschriften und Vorliegen der Standgenehmigung. Eine Standabgabe von 10 Pfennig wurde kassiert, von der allerdings Bauern, die Produkte aus ihrem eigenen Anbau verkauften, ausgenommen wurden, um die Lebensmittelpreise möglichst niedrig zu halten.
Trotz der klar organisierten und staatlich kontrollierten Abläufe auf den schließlich auf 20 angewachsenen Märkten hinterließen die Stände am Tagesende Müll und Unrat, sodass die Plätze von Ratten, Hunden, Katzen und Vögeln bevölkert wurden. Darüber hinaus waren keine festen Einrichtungen oder gar Überdachungen der Stände zugelassen, sodass die hygienischen Zustände zu immer größerem Unmut in der Bevölkerung und der zuständigen Verwaltung führten.

### Bau einer ersten kommunalen Markthalle
Im Oktober 1864 erhielt die Berliner Immobilien-Aktiengesellschaft als Investor den Auftrag, nach Vorbild der Pariser Markthallen (Halles Centrales) eine feste Markthalle zu errichten. Nach dreijähriger Bauzeit eröffnete die erste Markthalle Berlins am Schiffbauerdamm und ersetzte die Wochenmärkte am Karlplatz und am Oranienburger Tor. Der private Betreiber verlangte allerdings so hohe Standmieten, dass die Händler auf die verbliebenen Marktplätze auswichen und der Betreiber somit bereits Ende 1868 zahlungsunfähig war. Diese Halle wurde verkauft und in einen Zirkus umgebaut, aus dem der spätere alte Friedrichstadtpalast hervorging.
Wegen dieser Erfahrungen bemühte sich die Deutsche Baugesellschaft um die Genehmigung des Magistrats und des königlich preußischen Polizeipräsidenten von Berlin zum Bau von 14 Markthallen im Berliner Stadtgebiet. Aufgrund von Personalwechsel in der Verwaltung und der knappen Kassen der Stadt beschlossen die Stadtverordneten erst am 29. Juni 1883 das kommunale Bauprogramm für Markthallen in Berlin und genehmigten damit den Baubeginn der ersten städtischen Markthalle.

## Geschichte

### Entstehung der Markthalle I als „Central-Markthalle“

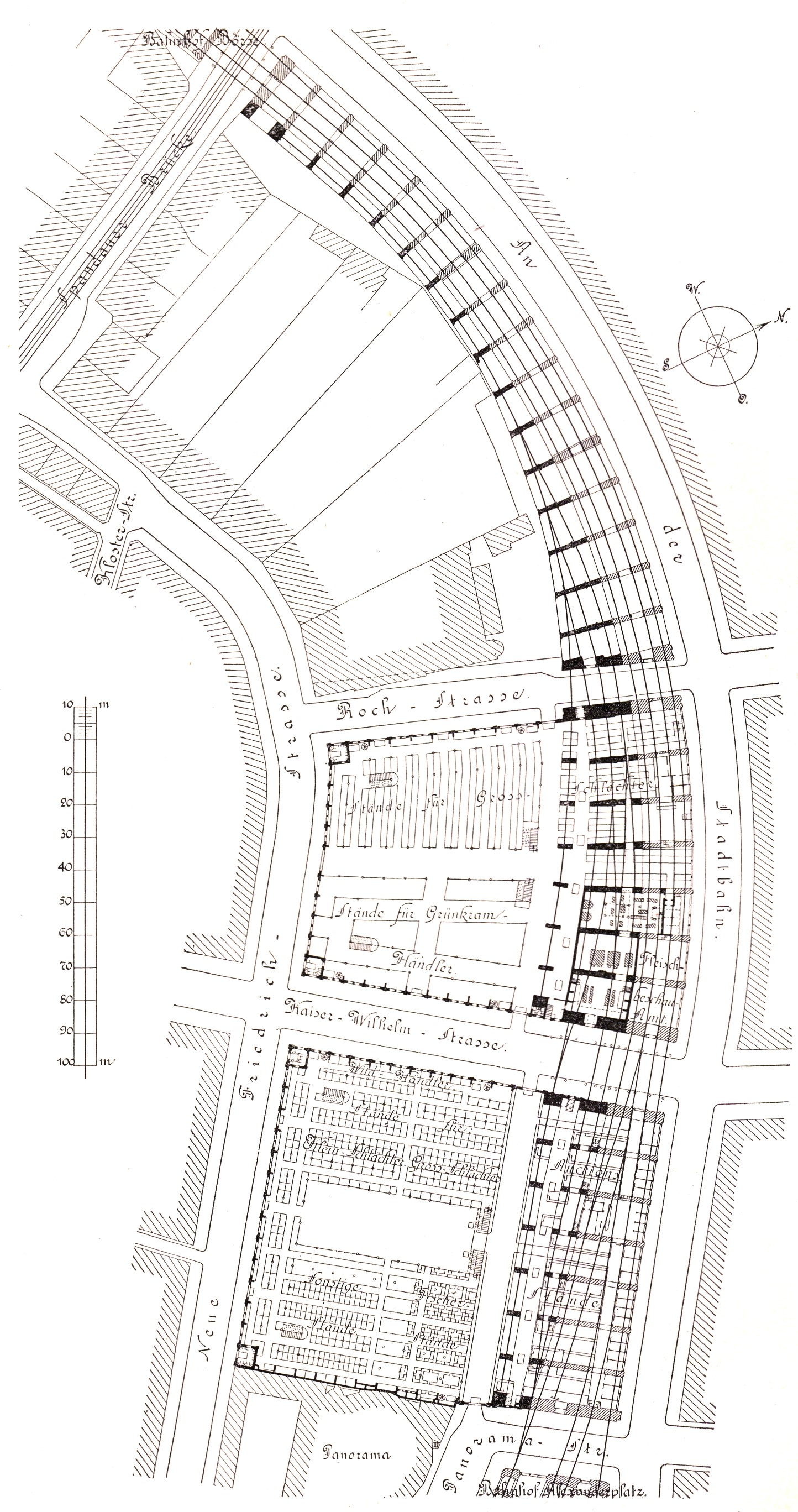
Lageplan der Zentralmarkthalle(n) beiderseits der Kaiser-Wilhelm-Straße

Als Standort der Markthalle I wurde die Fläche zwischen Kaiser-Wilhelm-Straße, Neuer Friedrichstraße und der Anfang 1882 in Betrieb genommenen Berliner Stadtbahn festgelegt, an deren südöstlicher Grenze das 1883 erbaute Sedan-Panorama (an der Panoramastraße) lag. Das Gelände entlang der Stadtbahn gehörte zur frühneuzeitlichen Stadtbefestigung und war mit ihrem Bau städtebaulich neu geordnet worden, auch der großzügige Ausbau der vormaligen Papenstraße zur Kaiser-Wilhelm-Straße fiel in diese Zeit. Für den wenige Jahre später ausgeführten Erweiterungsbau – die Markthalle Ia – konnte die nordwestlich benachbarte Fläche zwischen Rochstraße, Neuer Friedrichstraße, Kaiser-Wilhelm-Straße und Stadtbahn genutzt werden, sodass die beiden Hallen durch die Kaiser-Wilhelm-Straße voneinander getrennt waren.
Die Stadtverwaltung hatte einen Gleisanschluss an die Stadtbahn ausgehandelt, wodurch die Waren direkt per Eisenbahn und Lastenaufzug an die Markthalle transportiert werden konnten. Die Grundsteinlegung der ersten Halle erfolgte bereits im Juli 1883, ihr Bau dauerte fast drei Jahre; die feierliche Eröffnung fand am 3. Mai 1886 statt. Die Baukosten für die Halle I wurden mit fünf Millionen Mark angegeben (kaufkraftbereinigt in heutiger Währung: rund 43,81 Millionen Euro). Zusammen mit dem späteren Ergänzungsbau (Halle Ia) entstanden der Stadt Berlin Ausgaben von 9,6 Millionen Mark (heute: rund 80,8 Millionen Euro). Nun konnten die Waren hygienisch in einem Eiskeller unter der Halle gelagert und unabhängig vom Wetter verkauft werden. Zeitgleich eröffneten drei weitere Markthallen aus dem Bauprogramm. Bis 1892 waren in zwei nachfolgenden Bauphasen alle 14 Berliner Markthallen fertiggestellt.
Zusätzlich zu dem Hallenneubau mietete die Stadt Berlin die sieben angrenzenden Stadtbahnbögen, jeden für eine Jahresmiete von zehn Mark pro Quadratmeter. Diese dienten zur Unterbringung der Marktpolizei, einer Abteilung des Fiskus, als Lagermöglichkeiten für Großhändler und als Standort einer Gastronomie („Restauration“) für die Markthallenbesucher. Auch die Halle Ia nutzte dann die ihr direkt benachbarten Stadtbahnbögen.

### Beschreibung der Halle
Die Halle I verfügte über eine Verkaufsfläche von 16.079 m² und Stände für 1336 Händler. Die Stände befanden sich zu ebener Erde dicht an dicht, nur zwei Meter schmale Gänge lagen dazwischen. Nach Schließung der Halle sicherten die Händler ihre Angebote durch Rundum-Drahtgitter. Die Mindest-Einzelhandelsfläche wurde mit vier Quadratmeter angegeben. Die Architektur dieser und aller weiteren kommunalen Markthallen ging auf Entwürfe von Hermann Blankenstein zurück.
Das Halle I bestand innerhalb der Mauerwerks-Außenwände aus gusseisernen Stützen, das Dach lagerte auf Stahlbindern. Im Grundriss entstand – ähnlich wie bei Kirchen – ein stützenfreies Hauptschiff sowie Seitenschiffe, in denen ebenfalls Stände aufgestellt wurden. Ein Kopfbau mit rundbogigen Eingängen und einem geschmückten Portal lud zum Eintritt. Die zweigeschossigen Fassaden waren mit gelben und roten Klinkern verkleidet und mit aus Terrakotta gefertigten Schmuckelementen wie Medaillons und Friesen geschmückt. Der Name der Halle war dabei als Inschrift über den beiden straßenseitigen Eingängen integriert. Der Bauschmuck symbolisierte den hier stattfindenden Warenhandel – er zeigte Fleisch, Fische, Obst und Gemüse sowie florale Motive. Das Innere wurde mittig von einem Emporengang geteilt, auch eine in der ersten Etage vorhandene Empore lud zum Betrachten des regen Marktlebens ein. Durch die Rundbogenfenster in den Außenwänden und die Oberlichtaufbauten im Dach kam ausreichend Tageslicht in die Markthalle.
Bedingt durch die strikte Festlegung der Markttage war die Halle anfangs nur an zwei Wochentagen geöffnet, doch rasch änderte sich dies zu täglichen Öffnungszeiten zwischen Sonnenauf- und Sonnenuntergang, unterbrochen durch eine Mittagsschließung von 13 bis 16 Uhr.
Offenbar reichte diese erste Markthalle bald nicht mehr zur Versorgung, bis 1893 entstand nordwestlich der Kaiser-Wilhelm-Straße als Erweiterung die architektonisch weitgehend gleich gestaltete Centralmarkthalle Ia (auch: ZMH II). Sie besaß eine Verkaufsfläche von 13.281 m² mit 776 Einzelständen.

### Nutzung der Zentralmarkthalle bis 1945
Seit der Eröffnung der Hallen wurden sie stetig frequentiert; der technischen Entwicklung wurde mit dem Einsatz elektrischer Beleuchtung, Wasser- und Kanalisationsanschlüssen Rechnung getragen. Rezessionen für die Handeltreibenden ergaben sich im Ersten Weltkrieg und in der Zeit der Weltwirtschaftskrise. Am Ende des Zweiten Weltkriegs waren auch die Zentralmarkthallen schwer beschädigt und nicht mehr nutzbar.

### Situation der Zentralmarkthalle zwischen 1946 und 1968

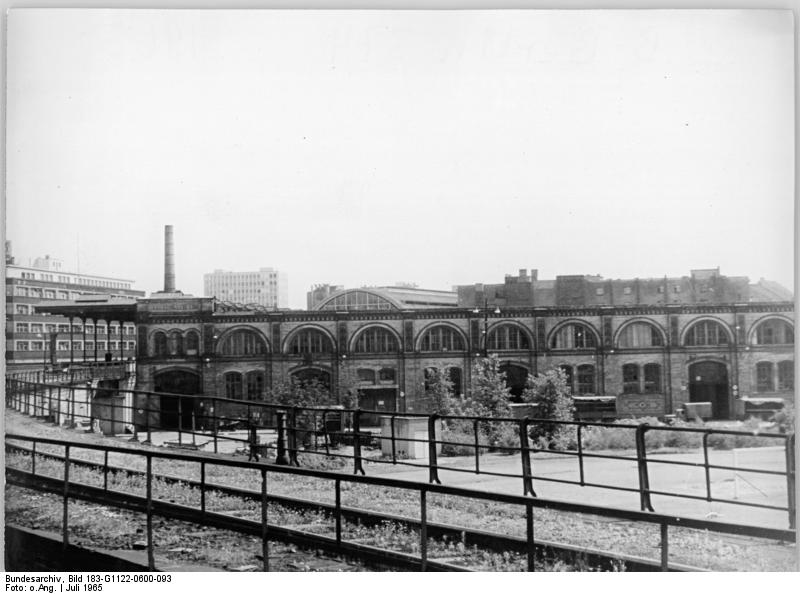
Blick nach Südosten auf die Zentralmarkthalle vom Bahndamm aus, 1965

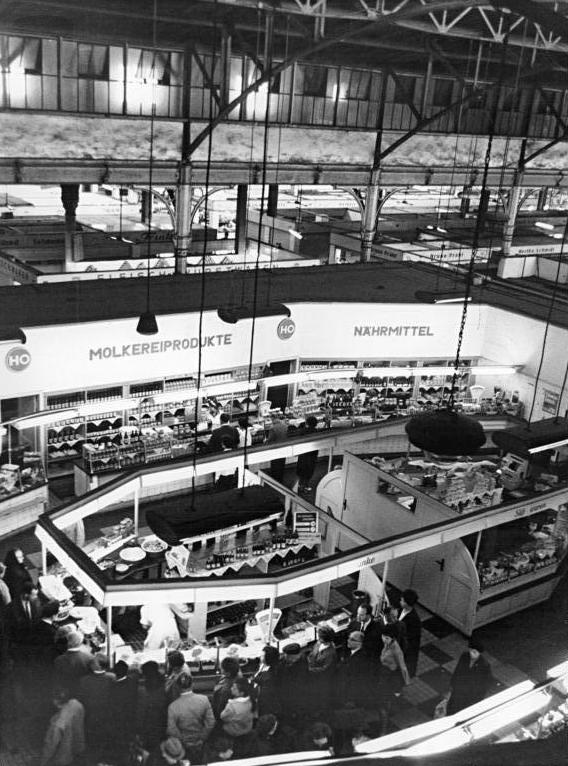
Blick in das modern umgestaltete Innere der Markthalle, 1965

Die beschädigte Halle Ia wurde ab 1946 enttrümmert und provisorisch wiederaufgebaut. Trotz Lebensmittelknappheit und des Verkaufs von Produkten fast nur auf Lebensmittelkarten kam der Markthallenbetrieb wieder in Gang. Trotz einiger Modernisierungsmaßnahmen wie der Umgestaltung der Einzelstände an den Seiten als Ladenstraßen und der Einrichtung einer HO-Lebensmittelhalle im Zentrum erwies sich die Zentralmarkthalle nach einigen Jahren als zu eng, zu klein sowie den baupolizeilichen und hygienischen Erfordernissen nicht mehr gewachsen. Beide Hallen existierten bis Ende der 1960er Jahre, als die ehemalige Kaiser-Wilhelm-Straße als neue, verbreiterte Karl-Liebknecht-Straße zum Anschluss an die Prenzlauer Allee nach Südosten verschwenkt wurde und damit einen Teil der beiden Hallengrundstücke einnahm.

### Neubau als „Berliner Markthalle am Alex“

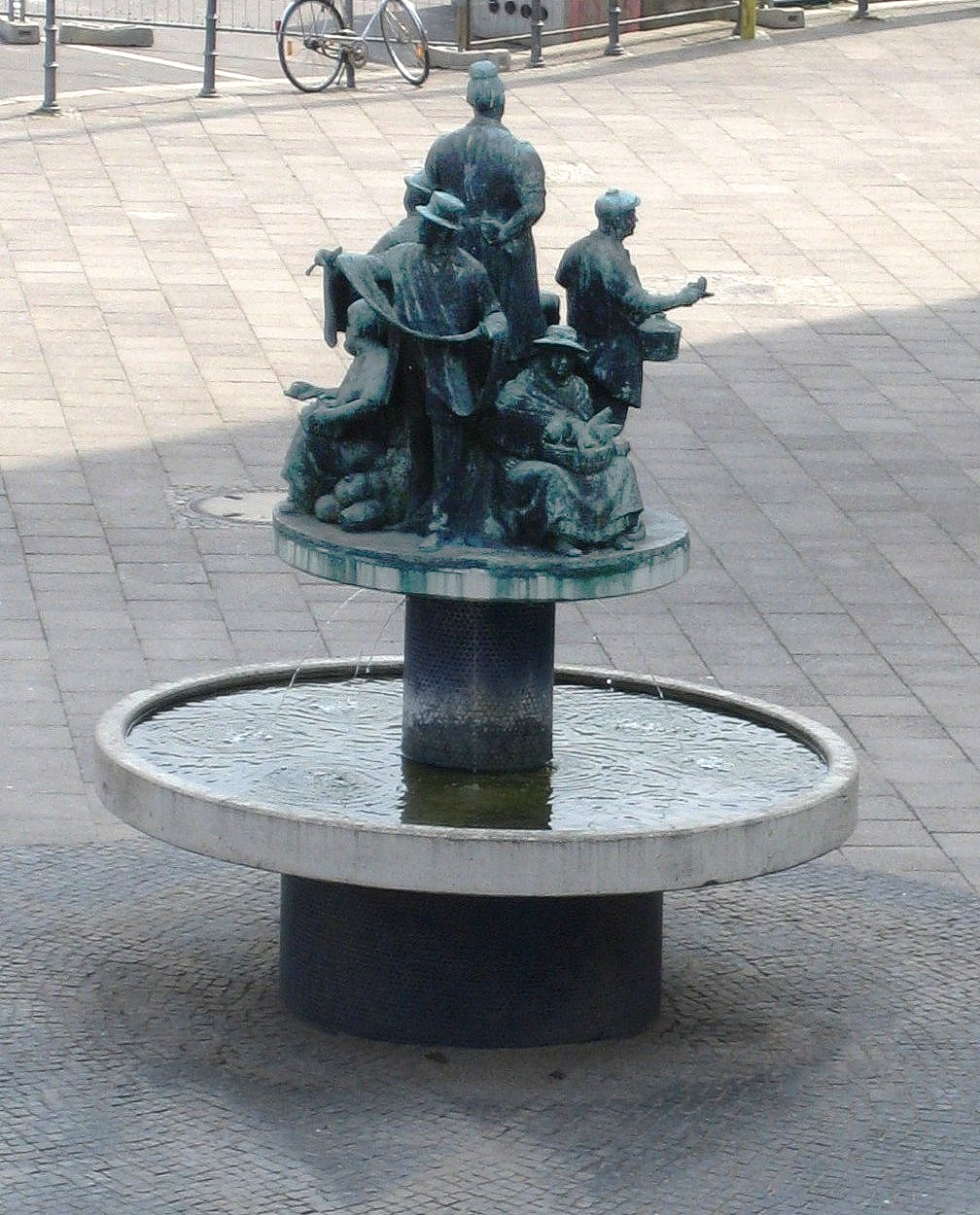
Markthallenbrunnen

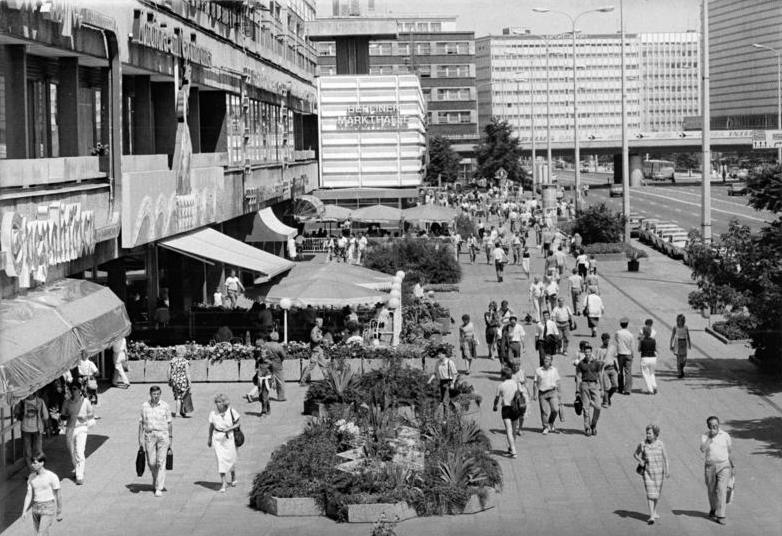
Karl-Liebknecht-Straße, Blick nach Nordosten (zur Stadtbahn), am hellen Vorbau in Bildmitte der Schriftzug Berliner Markthalle, 1988

Die Halle I wurde ersatzlos abgebrochen; die Halle Ia bekam einen Nachfolgebau in moderner Architektur der 1960er Jahre, der völlig in die Gebäudezeile der neuen Wohnhochhäuser integriert wurde und anscheinend auch einige Bauteile der früheren Markthalle (z. B. Stützen) weiterverwendete. Seine Fassade erhielt eine auffällige Verkleidung mit blauen und weißen Fliesen und den Namen „Berliner Markthalle am Alex“ mit einem eigenen Logo (großes „M“). Der erste Bauabschnitt wurde 1969 übergeben, der zweite Abschnitt umfasste den Bereich zwischen der Markthalle und der Stadtbahn sowie den rückwärtigen Bereich bis zur Rochstraße. Er wurde als Sommermarkt eingerichtet mit Kiosken zur Imbissversorgung, Sitzgelegenheiten und dem Markthallenbrunnen, geschaffen vom Bildhauer Gerhard Thieme, und 1973 fertiggestellt.
Die neue Markthalle erfüllte nun ihre Versorgungsfunktion mit den Waren des täglichen Bedarfs bis zur politischen Wende.

### Nach Umbau: „Berlin Carré“
In den Jahren 1990/1991 wurde die Zentralmarkthalle aus städtischem Eigentum in den Besitz einer neu gegründeten Markthallengenossenschaft übernommen, die aus dem Zusammenschluss einiger Händler mit dem Eigentümer der Wohnzeile, der Wohnungsbaugesellschaft Mitte (WBM) bestand. Die Genossenschaft veranlasste eine Sanierung im Zusammenhang mit einem luxuriösen Umbau unter völliger Veränderung des Innenraums und der Fassade zu einem zeittypischen Shopping-Center. Dem entsprach die neue Bezeichnung Berlin Carré. Die hier vermietete Verkaufsfläche betrug 7500 m². 1992 wurde das Berlin Carré eröffnet, aber bereits 1995 musste die Genossenschaft Insolvenz anmelden, das Konzept hatte sich als unwirtschaftlich erwiesen, unter anderem weil die Betriebskosten mit mehr als 20 Mark pro Quadratmeter wesentlich zu hoch lagen. Parallel hierzu kamen in der näheren Umgebung stetig weitere Einkaufsmöglichkeiten hinzu, die Kunden wurden dadurch mehr und mehr abgezogen. Händler gaben ihre Kleinststände auf und zur Überbrückung des Missstandes stellte die WBM Künstlern einige Verkaufsabteilungen als Ausstellungsräume zur Verfügung.

### Ende und Nachnutzung ab 2013
Im April 2013 schloss das Berlin Carré endgültig. Die Pläne für eine vollständige Umgestaltung sahen vor, das Gebäude zu entkernen und eine durchgängige Zwischendecke einzuziehen. Im Herbst 2013 wurden die von den Architekten Reidemeister und Glässel im Rahmen eines Wettbewerbs erstellten Umbaupläne veröffentlicht. Die Verkaufsfläche wurde um 25 Prozent auf 10.000 m² vergrößert und sollte nur noch an großflächigen Einzelhandel vergeben werden. In der Fernsehsendung rbb aktuell am 18. November 2013 waren erste Arbeiten zu sehen. Von den bisherigen Nutzern zogen das Brauhaus Mitte und McDonald’s wieder ein. Mit weiteren Interessenten gab es bereits Gespräche. Hauptnutzer ist seit August 2017 die Handelskette Kaufland.